# شرلی هندرسون
شرلی هندرسون (انگلیسی: Shirley Henderson؛ زادهٔ ۲۴ نوامبر ۱۹۶۵) بازیگر اهل بریتانیا است. وی از سال ۱۹۸۷ میلادی تاکنون مشغول فعالیت بوده‌است.
از فیلم‌ها یا برنامه‌های تلویزیونی که وی در آن نقش داشته‌است، می‌توان به هری پاتر و جام آتش، هری پاتر و تالار اسرار، رگ‌یابی، خاطرات بریجت جونز، نکته باریک، آنا کارنینا، خانم پتیگرو، بچه بریجت جونز، راب روی، نگاه عشق، راه و رسم زندگی ما، هیمیش مکبث، وکلای مدافع، سوگلی‌های عروسی، فندق‌شکن، وقفه، نمک روی پوست ما، زندگی در زمان جنگ و ویلبر می‌خواهد خودش را بکشد اشاره کرد.